# Musée de Pontevedra
Le musée de Pontevedra, (avant musée provincial de Pontevedra), est un musée situé dans la ville galicienne de Pontevedra en Espagne. Il a été fondé par la Députation de Pontevedra le 30 décembre 1927 et il dispose de six bâtiments pour ses expositions.
Il a de salles d'exposition permanente et temporaire. Les collections du musée sont multidisciplinaires, classées en salles de peinture, sculpture, archéologie, arts décoratifs, gravure et ethnographie.
Le musée de Pontevedra a été déclaré Bien d'intérêt culturel le 1er mars 1962. Il a reçu la Médaille d'or de Galice en 1996.

## Histoire
Le musée de Pontevedra a été fondé par le Conseil provincial de Pontevedra dans le pazo de Castro Monteagudo le 30 décembre 1927 et a été ouvert au public le 10 août 1929.

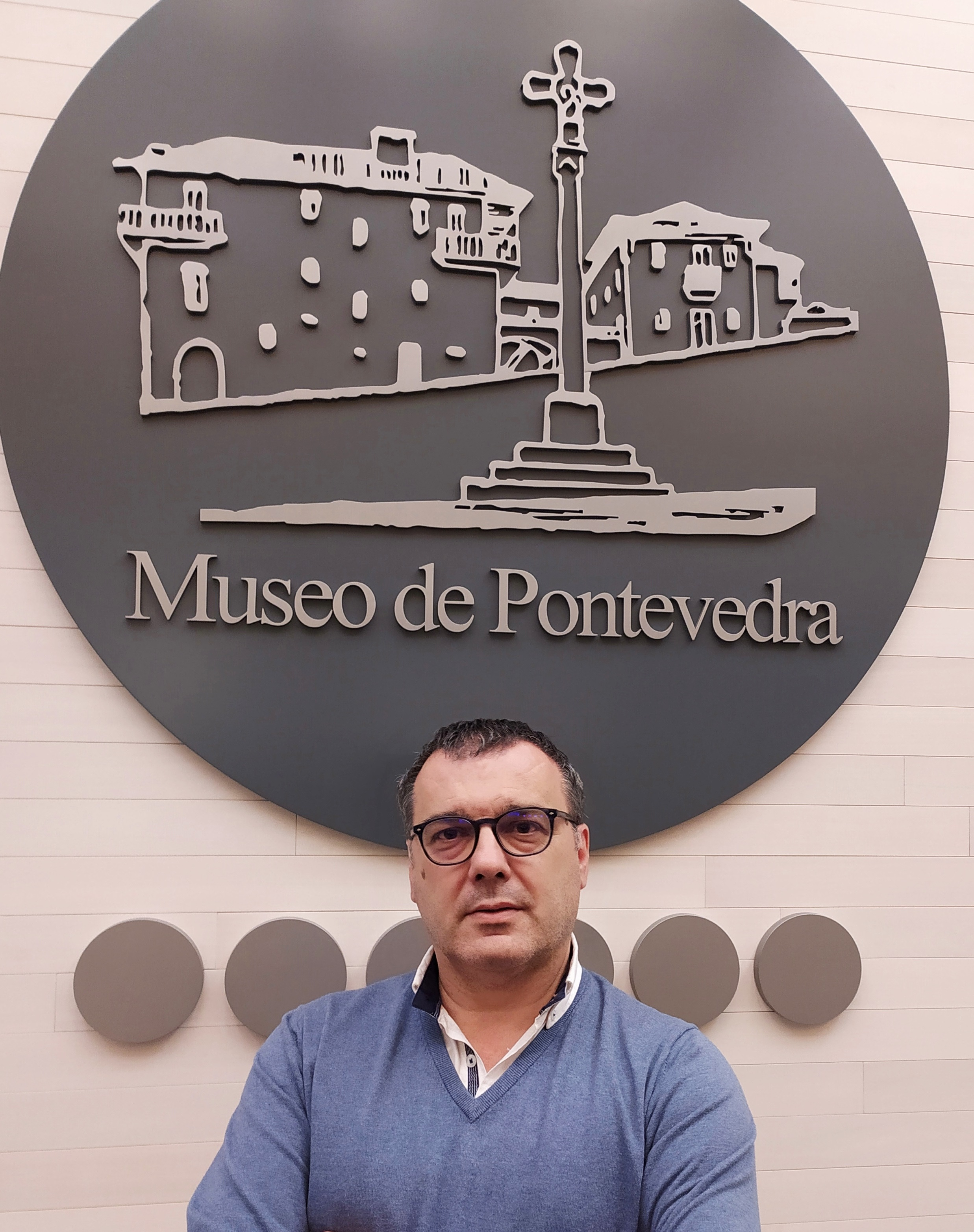
Logo du musée

Depuis 2012, le musée occupe cinq bâtiments historiques plus un sixième bâtiment moderne qui a été commencé en 2004 et inauguré en 2012. Ces six bâtiments sont: les ruines gothiques de l'église Saint-Dominique et les bâtiments García Flórez, Fernández López, Sarmiento (ancien collège baroque jésuite de l'église Saint Barthélemy) et Castro Monteagudo ainsi que d'un grand bâtiment moderne, le Bâtiment Castelao, inauguré en 2013.
Les six directeurs du Musée de Pontevedra ont été les suivants :
- 1927-1937: Casto Sampedro Folgar
- 1937-1940: Gerardo Álvarez Limeses
- 1940-1986: Xosé Filgueira Valverde
- 1986-2018: José Carlos Valle Pérez
- 2019-2022: José Manuel Rey García
- 2023-: Ángeles Tilve Jar[6]

Au cours du premier semestre 2022, le musée a recensé 108 543 visiteurs et à la fin de l'année, près de 175 000,.

## Bâtiment Castro Monteagudo
Le pazo Castro Monteagudo date de 1760, et porte ce nom car il a été construit par José de Castro y Monteagudo, le premier auditeur de la province maritime de Pontevedra. C'est le premier bâtiment du musée.

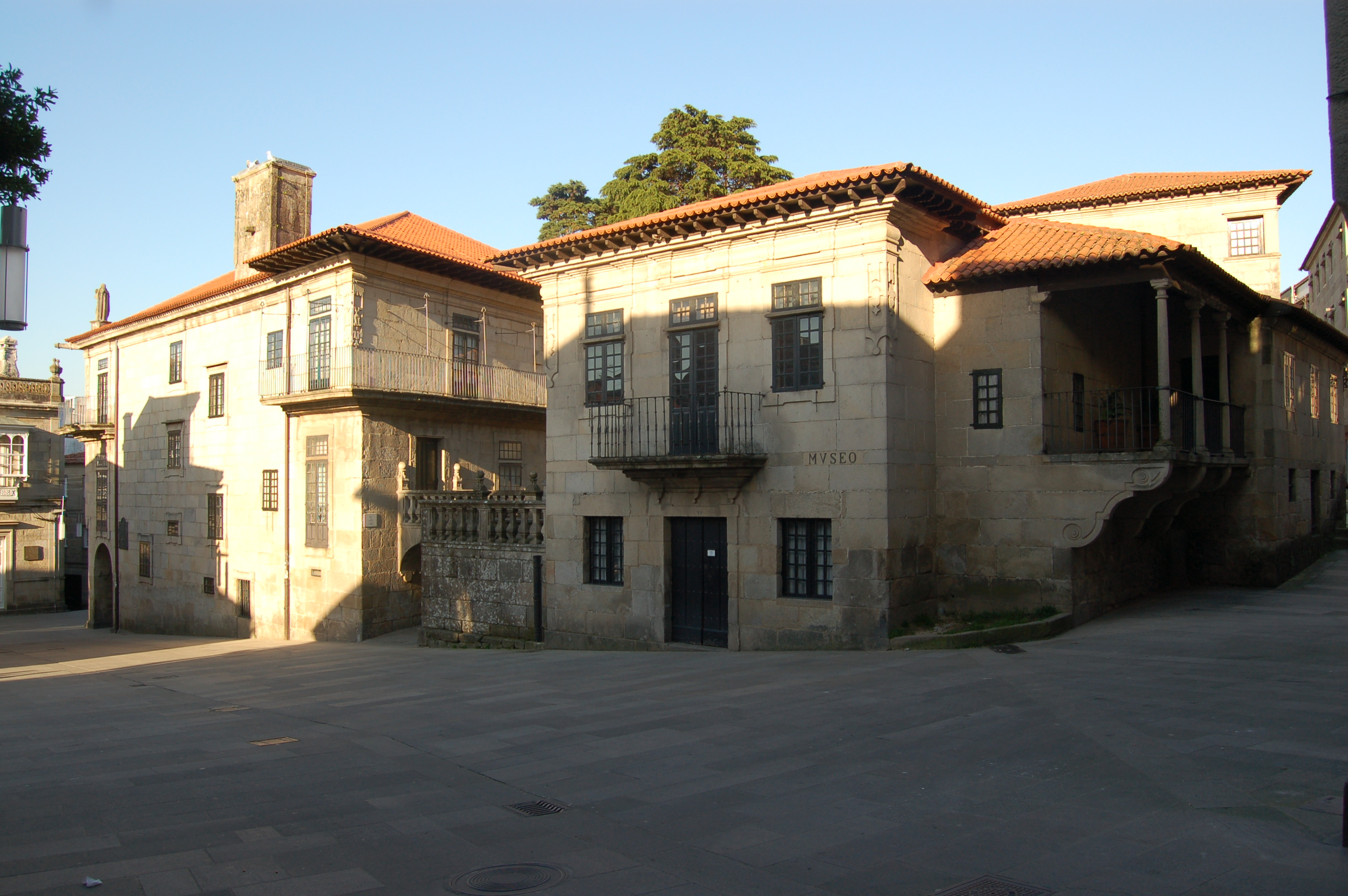
Bâtiment Castro Monteagudo

Les différentes salles exposaient traditionnellement les collections archéologiques, l'orfèvrerie pré-romaine et romaine, l'argenterie et les peintures gothiques, Renaissance, natures mortes et peintures espagnoles. Actuellement, l'exposition permanente est en cours de remaniement.

### Salles archéologiques
Trois salles du bâtiment Castro Monteagudo sont consacrées à l'archéologie, présentant des vestiges significatifs des étapes préhistoriques et protohistoriques de la Galice. Lors des derniers travaux de rénovation, toutes ces collections archéologiques ont été transférées dans le bâtiment Sarmiento. Certaines collections restent à leur place en 2014, comme la collection traditionnelle d'orfèvrerie galicienne traditionnelle.

### Collection d'argenterie Fernández de la Mora y Mon
La collection d'argenterie civile et religieuse, exposée en permanence dans le bâtiment Castro Monteagudo, a été acquise par l'écrivain et diplomate Gonzalo Fernández de la Mora y Mon. Elle est constituée de pièces d'avant 1900, l'art civil prédominant sur l'art sacré. Les pièces proviennent de la péninsule ibérique et de l'Amérique latine, ainsi que d'autres endroits comme la Russie et la Chine.
Une série d'argenterie nickelée (avec incrustations en alliage de plomb) comprend des boîtes et des porte-gobelets russes, des tabatières turques et des tasses thaïlandaises.
L'une des pièces les plus anciennes est une coupe de baptême byzantine du XVe siècle ou XVIe siècle. Celle qui présente le plus d'intérêt historique est une boîte du prédicateur de la Nouvelle-Angleterre Thomas Hooker de 1600, et la plus noble est une boîte de tabac à priser de Moscou aux bords incurvés du début du XIXe siècle.
La pièce la plus précieuse est une soupière impériale, forgée à Strasbourg dans les années 1800, sans oublier une jarre-trophée offerte par l'impératrice d'Allemagne, Augusta-Victoria de Schleswig-Holstein-Sonderbourg-Augustenbourg, au vainqueur d'une course en 1898, avec des pièces d'or incrustées à l'effigie des trois empereurs qui régnaient la même année.

## Bâtiment García Flórez

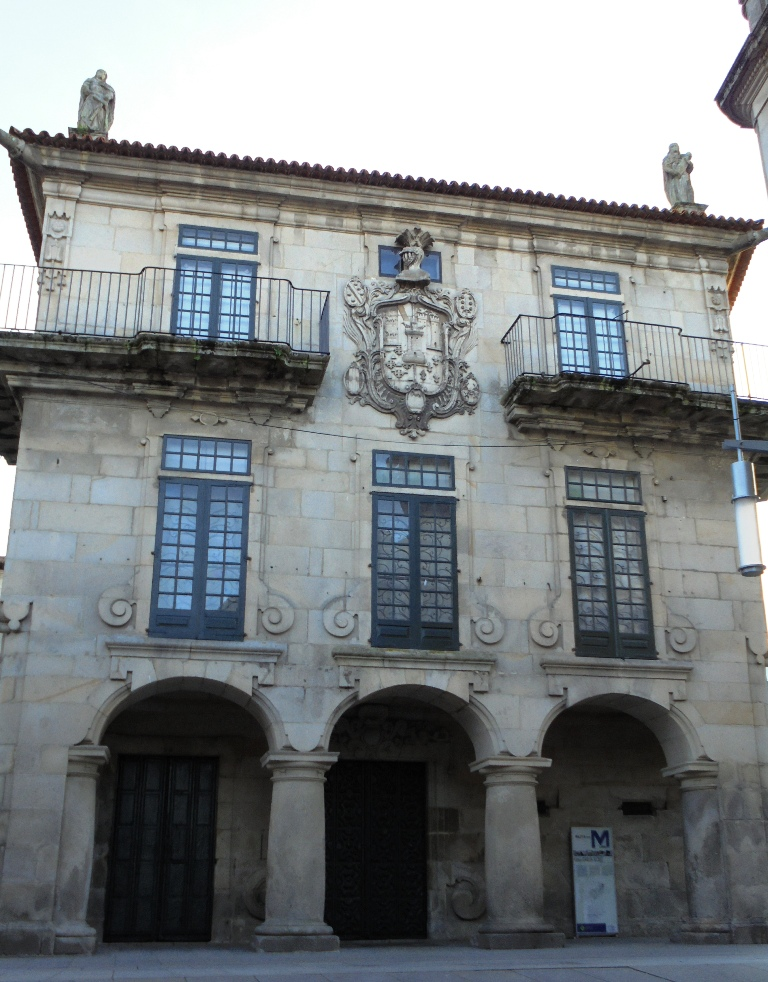
Bâtiment García Flórez

Le pazo García Flórez porte le nom d'Antonio García Estévez Fariña et de sa femme Tomasa Suárez Flórez qui ont construit ce manoir sur un pazo précédent au XVIIIe siècle. Il a été rattaché au Musée provincial de Pontevedra en 1943.
La collection exposée dans ses salles est composée de meubles et appareils de navigation, de la cabine du cuirassé Numancia, de sculptures religieuses, de la poterie et une cuisine traditionnelle galicienne, des gravures, de la faïence de Sargadelos et d'objets de jais.

## Bâtiment Fernández López
Il a été construit en 1962 et terminé en 1965. Ce nom est un hommage au principal donateur José Fernández López. On y expose une grande collection de peintures romantiques et historiques du XIXe siècle et du XXe siècle, avec des salles spécifiquement dédiées à Goya et Joaquín Sorolla.

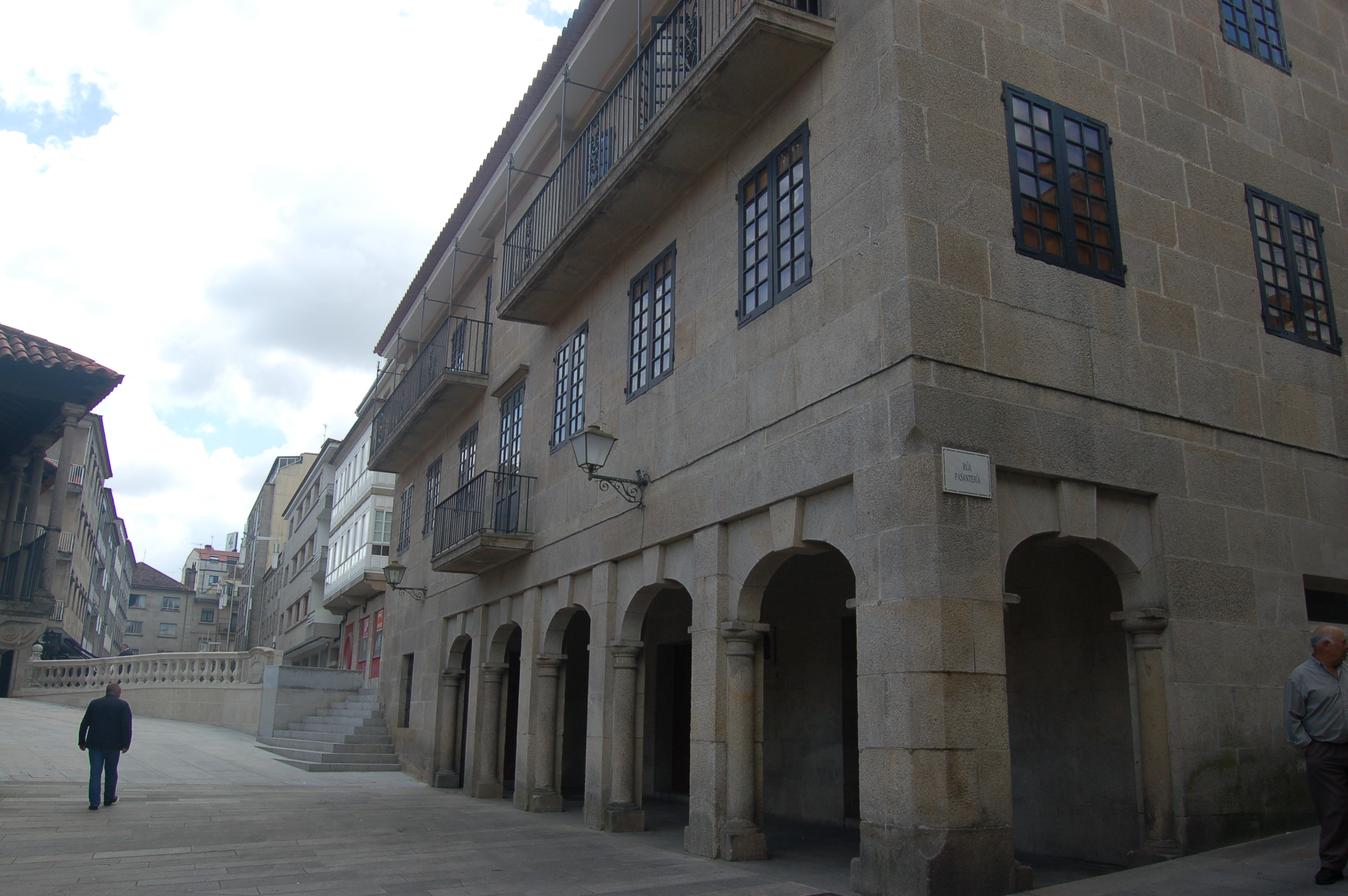
Bâtiment Fernández López

Ce bâtiment abrite les bureaux administratifs du musée, la bibliothèque et les archives graphiques (avec plus de 500 000 entrées).
Le bâtiment Fernández López du musée a été agrandi au début des années 2000, avec la construction d'une annexe conçue en 1999 par l'architecte Celestino García Braña entre les rues Pasantería et Laranxo. Les travaux ont été achevés en 2002 et le nouveau bâtiment de 1200 mètres carrés, synthèse d'architecture traditionnelle et moderne (consistant en l'annexe de 2 maisons et la construction d'un autre bâtiment sur l'emplacement d'un ancien verger) et destiné à accueillir des bureaux et des salles de service pour les chercheurs et les documentalistes, a été inauguré le 2 mai 2003,,. L'extension a été récompensée la même année par l'Association des architectes de Galice.

### Bibliothèque
La bibliothèque a commencé avec un lot de 108 livres. En 2007, sa collection comprenait plus de 6 000 titres de publications en série, plus de 150 000 notices bibliographiques, 500 cartes et plans et des sections de documentation. C'est une bibliothèque spécialisée à la disposition des chercheurs, avec une salle de lecture ouverte au public uniquement pour la consultation des collections, qui ne peuvent pas être empruntées. La bibliothèque remplit plusieurs missions d'intérêt scientifique et collabore avec le ministère de la Culture et la Junte de Galice.

### Publications scientifiques
Le magazine annuel du musée, El Museo de Pontevedra, a été publié pour la première fois en 1942. Outre deux catalogues de chaque exposition, le musée publie des monographies.

## Ruines du couvent Saint-Dominique

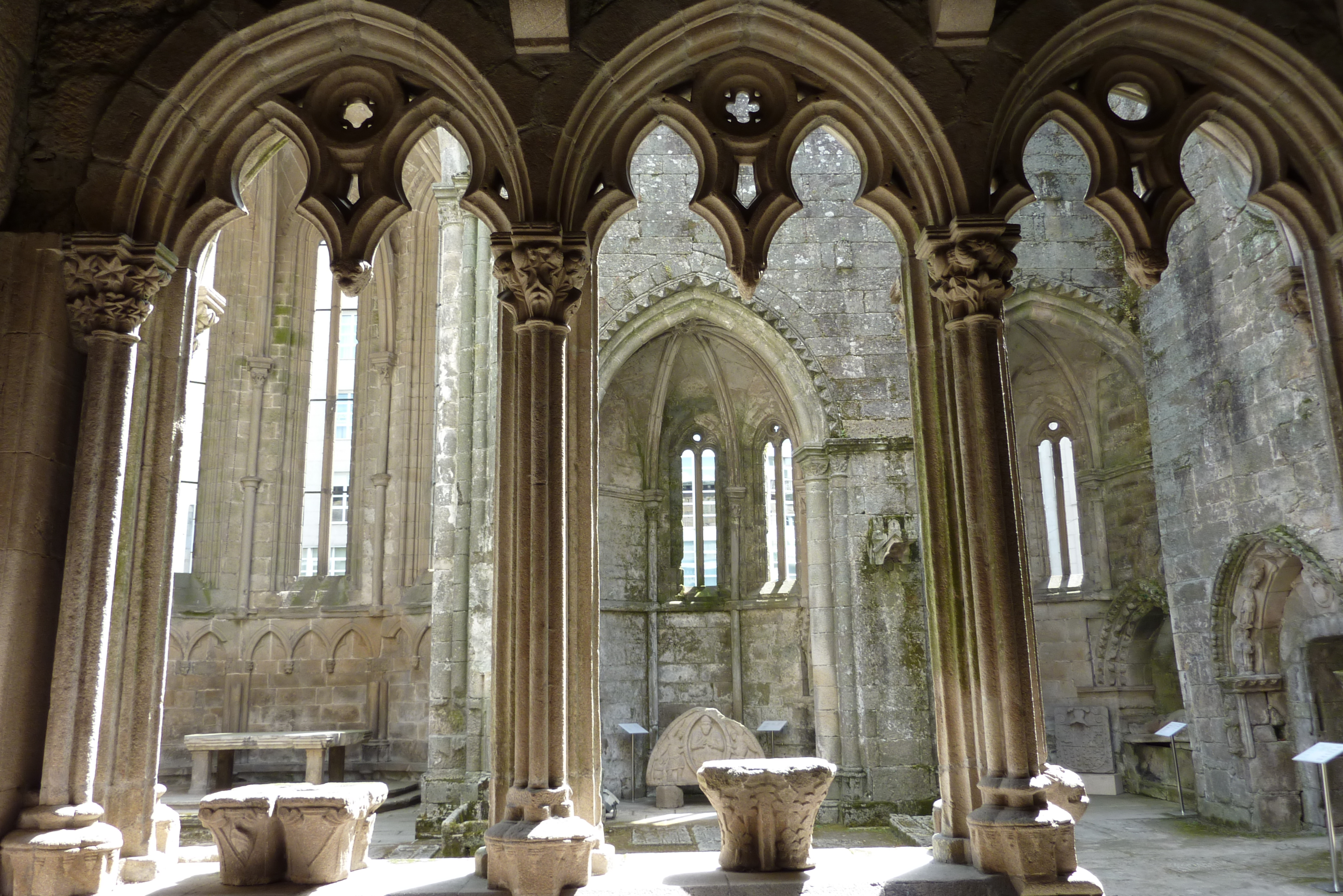
Ruines du couvent Saint-Dominique.

C'est le plus ancien bâtiment du musée. Il occupe les vestiges du couvent Saint-Dominique, construit aux XIVe siècle et XVe siècle et abandonné depuis le désamortissement espagnol de Mendizábal en 1834. Le couvent ne conserve que la chapelle principale et les chapelles latérales du chevet.
En plus des vestiges de l'église elle-même, qui sont encore debout, les ruines contiennent également une grande collection de blasons, de pierres tombales, de baldaquins, de chapiteaux wisigothiques et romans et de diverses statues.

## Bâtiment Sarmiento
Il s'agit de l'ancien collège des Jésuites, une construction de style baroque commencée en 1695 et terminée en 1714 à côté de l'église Saint-Barthélemy. Il a été incorporé au musée en 1979.

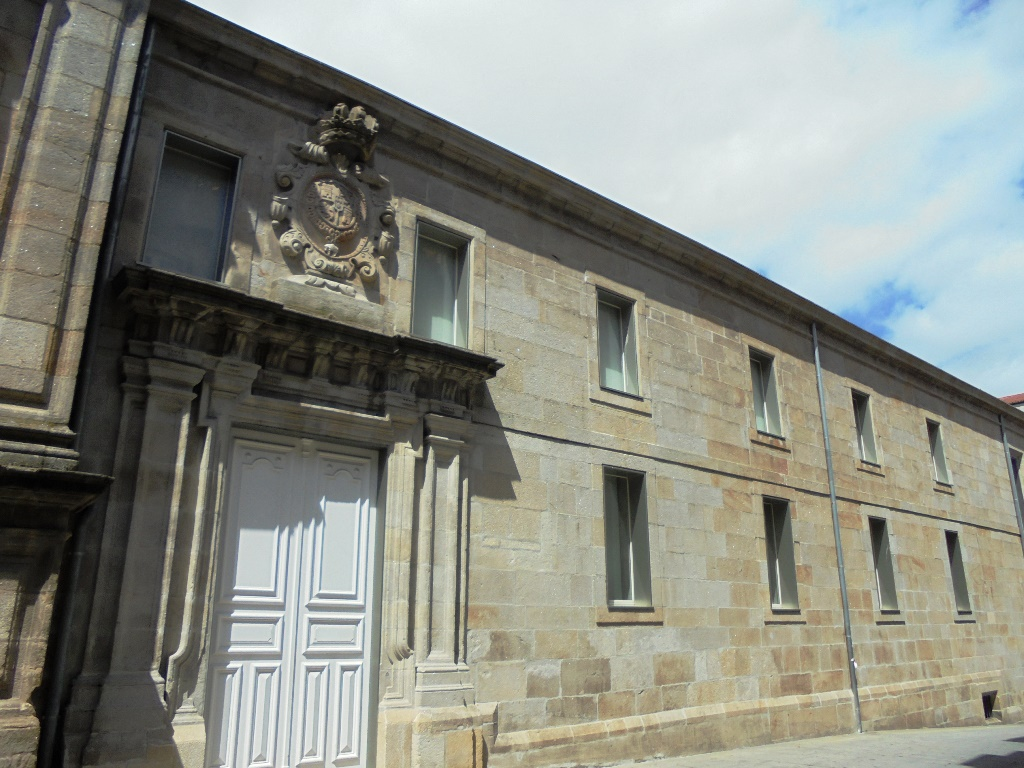
Bâtiment Sarmiento

Après un profond remaniement, il a été ouvert au public le 21 août 2013, avec la collection archéologique et l'art médiéval galicien du XIIIe siècle. On peut mettre en avant la collection de torques et autres pièces de la culture des castros provenant, entre autres, des trésors de Caldas de Reis et Agolada. On y expose aussi de la céramique galicienne; il y a également des salles dédiées à la ville de Pontevedra et à la Vierge Pèlerine.
Dans la salle de sécurité du bâtiment se trouve le trésor de Caldas de Reis, datant de l'âge du bronze. Il a été découvert enterré dans un vignoble le 20 décembre 1940 et constitue le plus important trésor d'or de la Péninsule Ibérique et l'un des plus importants d'Europe en raison de son poids,.

## Bâtiment Castelao
Le bâtiment Castelao du musée s'agit d'un bâtiment construit entre 2004 et 2008, conçu par les architectes Eduardo Pesquera et Jesús Ulargui, ce qui signifie une extension de 10 000 m2 de surface pour les expositions et les ateliers. Ce sixième bâtiment a été inauguré le 4 janvier 2013. Il est situé derrière l'église Saint-Barthélemy.
Il est réparti sur quatre étages et un rez-de-chaussée. L'étage inférieur est consacré aux expositions temporaires et les trois étages supérieurs à l'exposition permanente des collections du musée, dans 23 salles. Il s'agit de collections d'art galicien, du gothique à l'époque moderne, ainsi que de collections d'autres artistes espagnols et étrangers.

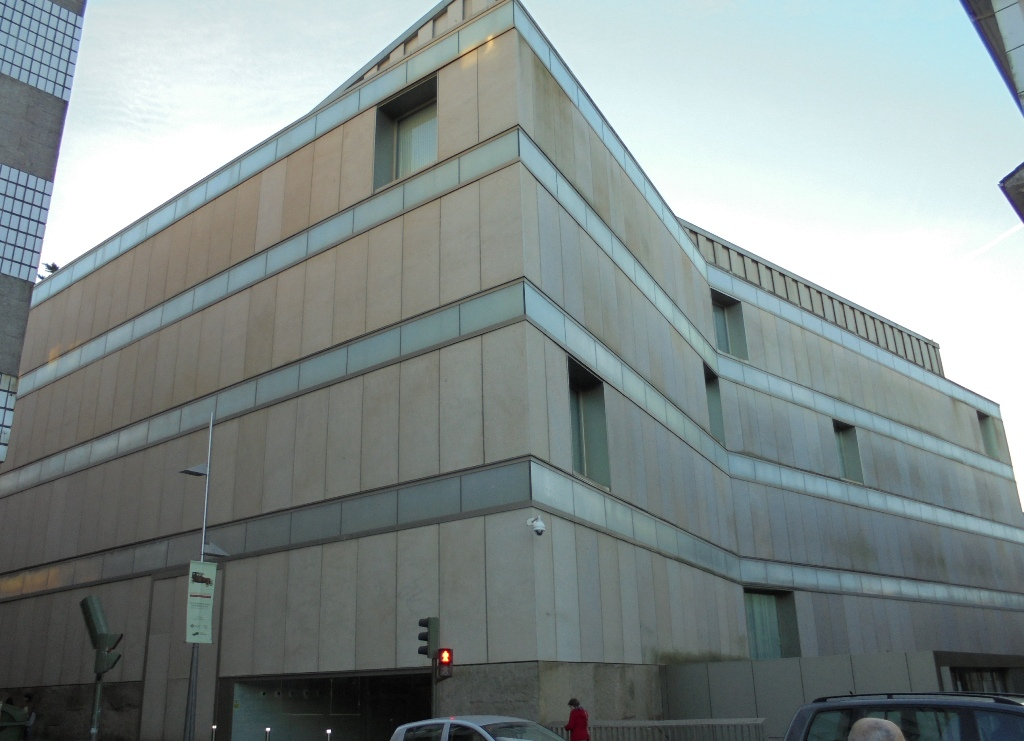
Bâtiment Castelao du Musée

Le premier étage est consacré à l'art galicien, du gothique à la fin du XIXe siècle, sous le nom de Xeración Doente. Des sculptures et des reliques y sont exposées, dont le retable de Santa Maria de Belvis (du couvent des Dominicains de Saint-Jacques-de-Compostelle), et diverses peintures et sculptures de Goya, Gregorio Fernández, Xosé Gambino, Jenaro Pérez Villaamil, Serafin Avendaño etc.
Le deuxième étage est consacré à l'art entre la fin du XIXe siècle et dans le premier tiers du XXe siècle. On peut y voir des œuvres d'Ovidio Murguía, Álvarez de Sotomayor, Camilo Díaz, Asorey et des bustes et instruments du violoniste Manuel Quiroga Losada. Les deux salles consacrées à Castelao sont particulièrement remarquables. Le musée abrite la production la plus emblématique de Castelao, dont l'album original Nós.
Le troisième étage est consacré aux artistes galiciens des XXe siècle et XXIe siècle, avec des auteurs ultérieurs comme le Grupo Atlántica.
Au sous-sol, il y a des ateliers de restauration, un grand auditorium et une cafétéria. On peut y voir aussi les vestiges des remparts de Pontevedra.

## Couvent Sainte-Claire

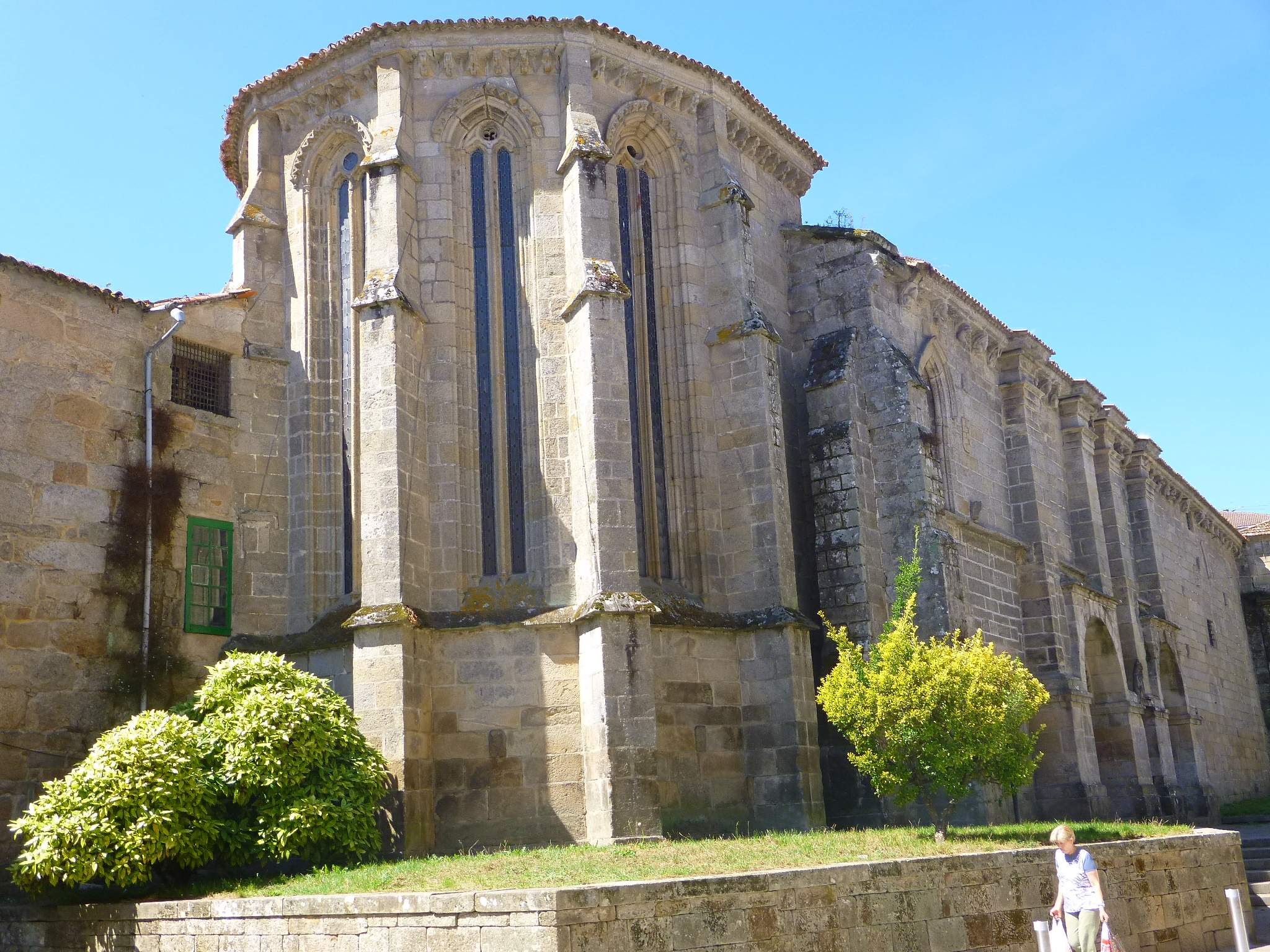
Église du couvent Saint-Claire.

Le 1er décembre 2021, le conseil municipal de Pontevedra a acheté le couvent Sainte-Claire à l'Ordre des Clarisses pour 3,2 millions d'euros. Le 3 janvier 2023, le conseil municipal a transféré le complexe à la Députation provinciale en conservant le droit d'utilisation des jardins et de la forêt. La Députation intégrera le couvent dans le musée en tant que septième bâtiment après une restauration complète.